# 52P/Harrington-Abell
La comète Harrington-Abell, officiellement 52P/Harrington-Abell, est une comète périodique du système solaire, découverte le 22 mars 1955 par Robert G. Harrington et George Abell à l'observatoire du Mont Palomar en Californie.